# خليل توما
خليل توما (1945 - 2019) هو شاعر فلسطيني، وهو أحد مؤسسي اتحاد الكتاب الفلسطينيين في الأرض المحتلة في أوائل ثمانينيات القرن العشرين. يعتبر أحد شعراء المقاومة وعمل في مجال الصحافة باللغتين الإنجليزية والعربية، توفي بتاريخ 12 فبراير 2019.

## سيرته
ولد خليل كارلوس توما في مدينة بيت جالا وأنهى دراسته الإبتدائية والثانوية فيها، وحصل على شهادة البكالوريوس في الأدب الإنجليزي وتخصص فرعي في التربية من جامعة بيت لحم. وتأثر بالشاعر إسكندر الخوري وجبران خليل جبران. ونشر كتاباته في صحف ومجلات محلية وعربية.
وفي عام 1966 أصبح عضواً في نقابة عمال الفنادق، وبعد إحتلال عام 1967 عمل على حماية وتنشيط العمل النقابي في المدينة وتشكيل اللجان العمالية في مواقع العمل، وإعادة إحياء نقابة عمال الفنادق التي أغلقتها سلطات الإحتلال سنوات طويلة. وانتُخِب رئيساً لهيئتها الإدارية الجديدة في عامي (1981-1982).
ركّز توما في شعره على النضال الوطني وهموم شعبه، وناضل فعلاً وقولاً في قضايا العمال الفلسطينيين متطلعاً إلى يوم التحرير والحرية والعدالة لشعبه. وعمل محررًا لجريدة الفجر الإنجليزية في سبعينيات القرن العشرين. وحتى اليوم يُنشد نشيد من عزمنا تستيقظ الشرارة الذي قام بتلحينه أوغسطين لاما وكلمات خليل توما في جامعة بيت لحم.
اعتُقِلَ توما إدارياً في سجون الإحتلال الإسرائيلي بين عامي 1974-1976.

## مجموعاته الشعرية
ألف ونشر العديد من المقالات والقصائد منها:
1. «أغنيات الليالي الأخيرة»، عام 1975.
2. «نجمة فوق بيت لحم»، عام 1977.
3. «تعالوا جميعاً»، عام 1983.
4. «النداء»، عام 1990.